# Congregazione silvestrina

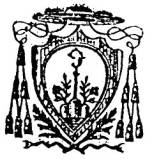
Emblema della Congregazione silvestrina

La Congregazione Benedettina Silvestrina (o Ordine di Monte Fano) è uno dei rami dell'Ordine di San Benedetto.

## Il fondatore
Silvestro nacque ad Osimo (Ancona) verso il 1177 da una famiglia benestante, i Guzzolini. Inizialmente si dedica agli studi giuridici ma poi, affascinato dalla teologia, è ammesso tra i chierici canonici del duomo di Osimo. Intorno al 1227 Silvestro, a causa di incomprensioni con il vescovo, al quale imputava una vita non conforme all'ideale ecclesiastico e vinto dal desiderio di una vita evangelica più radicale, decide di dedicarsi alla contemplazione. Ormai cinquantenne, si ritira nella Gola della Rossa, nel pre-appennino marchigiano, e conduce una vita di aspra penitenza e di assidua preghiera.
Nel 1228 riceve la visita di due frati domenicani, messi del papa Gregorio IX, che lo invitano ad entrare in uno degli ordini già approvati. Silvestro sceglie la Regola di San Benedetto. Egli opta, però, per un monachesimo benedettino con un carattere accentuato di solitudine, di austerità e di semplicità.
Nel 1231, Silvestro lascia l'Eremo di Grottafucile e si reca sul Monte Fano, nei pressi di Fabriano, per edificarvi un monastero. Nel frattempo, l'approvazione pontificia ottenuta nel 1248 facilita la diffusione della Congregazione, anche grazie all'intensa opera di predicazione che i monaci affiancano alla vita eremitica e di preghiera.

## Governo dell'Ordine
Il governo dell'Ordine viene svolto dell'Abate Generale che detiene giurisdizione su tutti i monaci silvestrini nel mondo. L'abate generale viene eletto dal capitolo generale in cui partecipano delegati di tutti i monasteri per un sessennio e, a differenza di altre congregazioni moderne, può essere rieletto per ulteriori sessenni, anche a vita. L'abate generale, nel governo dell'Ordine, viene coadiuvato dal Vicario Generale, economo generale, segretario generale e quattro consiglieri. Oggi la sede della curia è legata al Monastero di Santo Stefano del Cacco in Roma. L'abate generale, eletto per un secondo è Fr. Antony Puthenpurackal, proveniente dal Monastero di Makiyad in India.

## Diffusione
A differenza degli altri rami dell'ordine benedettino, i Silvestrini hanno assunto anche l'impegno di gestire parrocchie, come anche l'attività missionaria, sempre mantenendo prevalente la dimensione monastica.
La Congregazione benedettina silvestrina è oggi presente in Italia, Sri Lanka, India, Australia, Stati Uniti, Filippine e ultimamente anche in Africa, in Congo Kinshasa. Nel 2013 la congregazione contava 203 membri di cui 140 sacerdoti.